# Трёхбалтаевское сельское поселение
Трёхбалтаевское се́льское поселе́ние — упразднённое муниципальное образование в Шемуршинском районе Чувашии Российской Федерации.
Административный центр — село Трёхбалтаево.

## История
Статус и границы сельского поселения установлены законом Чувашской Республики от 24 ноября 2004 года № 37 «Об установлении границ муниципальных образований Чувашской Республики и наделении их статусом городского, сельского поселения, муниципального района и городского округа».

## Население
| 2010  | 2012  | 2013  | 2014  | 2015  | 2016  | 2017  |
| ----- | ----- | ----- | ----- | ----- | ----- | ----- |
| 1887  | ↘1798 | ↘1759 | ↘1707 | ↗1708 | ↘1659 | ↘1625 |
| 2018  | 2019  | 2020  | 2021  |       |       |       |
| ↘1581 | ↘1528 | ↘1502 | ↘1427 |       |       |       |

## Состав сельского поселения
| № | Населённый пункт | Тип населённого пункта       | Население |
| - | ---------------- | ---------------------------- | --------- |
| 1 | Байдеряково      | деревня                      | →511      |
| 2 | Трёхбалтаево     | село, административный центр | →1376     |